# 大諾梅農山

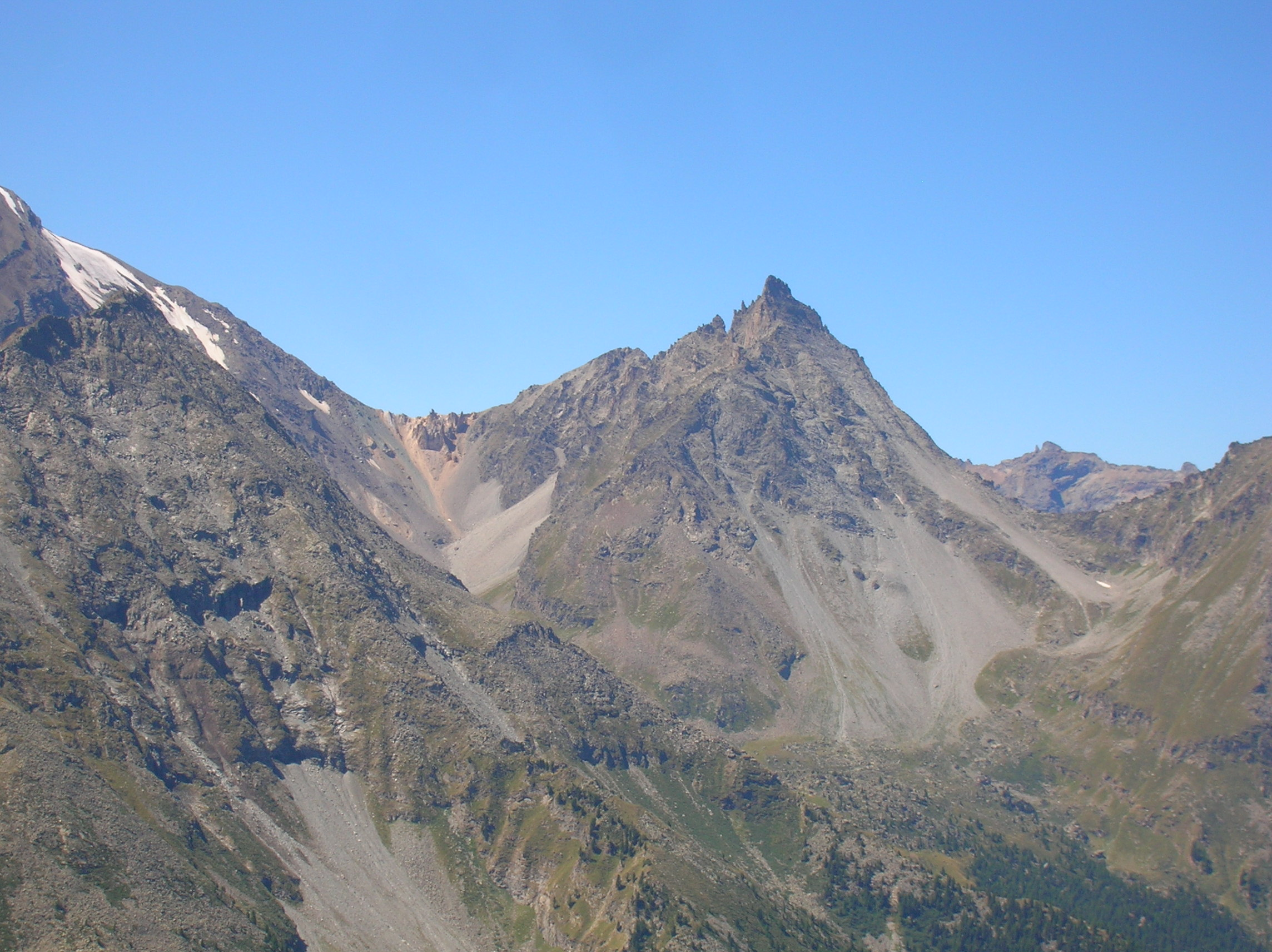

45°36′43″N 7°14′10″E / 45.612°N 7.236°E
大諾梅農山（義大利語：Grand Nomenon），是意大利的山峰，位於該國西北部，由瓦萊達奧斯塔大區負責管轄，屬於格拉耶山的一部分，海拔高度3,488米，人類在1877年首次登頂。